# 一起走吧
《一起走吧》為韓國JTBC於2018年推出的綜藝節目，為元祖偶像g.o.d的治愈系團綜，由5名god成員朴俊炯、尹啟相、Danny Ahn、孫昊永、金泰宇共同出演，也是繼2000年在韓國轟動一時、瞬間收視超過60%的元祖實境節目《god育兒日記》之後，再次以god完整體出演的團綜節目，做為god出道20週年送給粉絲的紀念禮物。當年在《god育兒日記》中撫育的1歲嬰兒韓在民，也在節目中也以成年姿態驚喜出現，成為熱議話題。
《一起走吧》分為10集播出，由曾經打造MBC《我獨自生活》、JTBC《Begin Again》、《我去上學啦》的吳允煥PD與鄭承日PD執導，記錄五名成員相偕前往西班牙聖地牙哥朝聖之路的沿途點點滴滴，在12天的旅程中，原先雄心勃勃計畫完成300公里的路程(全長為800公里)，卻在旅程頭兩天就發現每天30公里的預設徒步距離對成員身體負擔過大，尤其孫浩永從步行首日腳底就起了直到旅程結束時都沒有痊癒的巨大水泡，步行次日尹啟相腰傷復發，年長的朴俊炯也忍耐著腰和膝蓋的宿疾咬牙前進，最後連老么金泰宇都腳踝受傷，每個成員身上都承受著程度不等的傷痛，最後在成員沿途多次開會討論後，在意願與體能的考量下取得共識後，完成了總長200公里的步行朝聖路程，抵達終點。
除了朝聖路途上賞覽不盡的美景，旅途中成員之間相互照顧打氣，毫無保留的共享往事回憶與糗事的有趣對話，將各自性格展露無疑。沿途落腳的朝聖者小屋，更將觀眾帶回當年god在宿舍共同生活的回憶，自然相處的模樣也呈現累積20年的深厚感情與相互了解，觀眾隨其旅途上的種種而心情起伏，笑料百出的相處對話讓人捧腹大笑，真情流露時令人隨之感動落淚，展現了國民組合的率真本色與真實樣貌。

## 成員介紹
| 排行 | 姓名      | 出生日期 （年齡） | 擔當角色                                                            | 說明 |
| 大哥 | 朴俊炯    | 1969年7月20日     | 啟動洛基奔跑的禍首 場面整理王 被耽誤的植物學家 動物學者 氣候學者    | “Yo～這是什麼樹啊～? 蘋果樹～s？” “這裏是哪裏？ 捉迷藏路？” 給在朝聖之路上遇到的每個人， 親切的 'Buen Camino' 的招呼聲， 對聖地牙哥朝聖之旅的一切感到好奇的長兄。 即使累了也能玩得開心！ 與年輕的弟弟們聊天的興致從未停止。 這次旅行的無限音頻擔當， 在艱難的上坡路，用電影《洛基》的OST鼓舞弟弟們， 讓大家像沒有明天一樣全力奔跑的罪魁禍首！                                                      |
| 二哥 | 尹啟相    | 1978年12月20日    | BT擔當 氣氛調節王 料理擔當 擁有全世界悠閒的人 天下太平哥 反指標之神 | “啊～真好，啊〜真〜好！！！真好！！！” “啊啊啊啊啊～” 尹啟相的:“啊～真好！” 隨口氣不同而代表不同涵義和心情， 你可以看到他最真實的自我。 只有和20年知己成員們在一起的時候 才會出現的本來的面貌！ 就像小蠶蛹搖身一變成爲美麗的蝴蝶， 又名啓相的BT開始了。 出乎所有人的預料， 面對聖地牙哥朝聖路上的一切， 他放下得最快……!!                                                                           |
| 三哥 | Danny Ahn | 1978年12月22日    | 憂慮擔當 平衡核心擔當 廚房雜工                                      | “如果走得那麼快，後面會很累的……” “如果我跑起來攝影師會跟不上……” “放音樂的話，後製剪接時會很麻煩……” 路途遙遠，卻因憂心忡忡， 偶爾會落在後面的聖地牙哥擔心寶寶！ 事實上，出發之前就開始擔心了。 輕微(？)的扁平足…… 從共住宿舍時期就開始住單人房的俊亨會嚴重打呼…… 瞭解之後發現Danny的擔心和內心深處的關懷， 或許是維持god平衡的核心！                                                                |
| 四哥 | 孫昊永    | 1980年3月26日     | 料理擔當 人體藍芽音箱擔當 god永遠的王媽媽                           | “沒關係。喔，但是水泡……” “就算很痛，我也會堅持走到底。” 即使在腳底起水泡的艱難時刻， 爲了讓成員們聽清音樂， 揹着藍牙音響走在前面的親切昊永！！ 為飢餓的成員做飯是最基本的， 為了幫洗了衣服就睡着的成員們烘乾衣服， 昊永的腳永遠沒有休息的時間！ 痛苦也沒關係笑着過去的孫灰姑娘（Sonderella）， 令人哭笑不得的水泡奪魂記coming soon......                                                           |
| 老么 | 金泰宇    | 1981年5月12日     | 朝聖隊長擔當 永遠的忙內 耍帥MC症                                    | “哥，明天是7點出發！” “是7點！7點” 經過成員們一致同意 (本次旅行限定) 而成爲隊長的泰宇！ 雖然夢想成爲有魅力的god領袖， 但一點決定權都沒有是心情所致嗎？ 還是哥哥們一直耍賴…… 有關聖地牙哥朝聖路線的情報， 還有徒步旅行的事前知識， 雖然作爲隊長的資質很充分， 但是哥哥們似乎完全不聽話。 已經是三個孩子的爸爸，但是在哥哥們面前， 一輩子都只是可愛的忙內！ 老么的不變法則！反正最小的永遠是金泰宇。 |

*註：BT（＝變態）：從有點內向、害羞的尹啟相內在裡，激發出另一個自我的樣子，比喻成蠶蛹變身為蝴蝶的樣子。對god來說專門適用於尹啟相身心狀態累積後，瞬間突然瘋狂爆發的肢體或言語行動，經常出現在體能達到極限、心神失控、團體氣氛低迷、成員身心不適、心情很好、心情不好等時候，對於轉換氣氛與化解身心疲憊感有絕佳幽默效果。BT沒有特定的爆發點，一切盡在啟相。

## 各集主題
| 集數 | 播放日期       | 內容                                              |
| 1    | 2018年10月11日 | 時隔19年的知己老朋友的旅行                        |
| 2    | 2018年10月18日 | 苦笑的一天：海嘯般來襲的洛基後遺症                |
| 3    | 2018年10月25日 | 20年前知己老朋友們的故事：記得你的所有瞬間        |
| 4    | 2018年11月1日  | 認錯道歉後展開新篇章的傻瓜旅行                    |
| 5    | 2018年11月8日  | 一起行走，100km！距離終點，100km！                |
| 6    | 2018年11月15日 | 度過幸福的普通的一天，5個男人體現朝聖之路的奇蹟！ |
| 7    | 2018年11月22日 | 以和老朋友的回憶為禮物，撐住接下來的日子！        |
| 8    | 2018年11月29日 | 一個人走，走得快；一起走，走得更遠！              |
| 9    | 2018年12月6日  | 順從接納之心，也能成就好事！                      |
| 10   | 2018年12月13日 | 上天祝福的緣分，命運安排的旅行！                  |

## god徒步朝聖之路路線
god朝聖的路線聖地牙哥朝聖之路，亦稱聖雅各之路(Camino de Santiago)，為前往天主教聖地之一的西班牙北部城市圣地亚哥-德孔波斯特拉的朝聖之路。主要指從法國各地經由庇里牛斯山通往西班牙北部之道路，為聯合國教科文組織登錄的世界遺產（全世界僅有兩處「巡禮路」世界遺產之一）。比較具有代表性的朝聖路線有五條，包括英國之路（English Way）、葡萄牙之路（Portuguese Way)、北方之路（Northern Way）、法國之路（French Way）以及原路（Original Way），其中超過70.3%的朝聖者會選擇走法國之路，起點為法國境內的聖讓-皮耶德波爾（Saint-Jean-Pied-de-Port），終點為西班牙的聖地牙哥-德孔波斯特拉大教堂，總長約為800公里，走完全程約需35～40天左右。god因當地行程僅有12天左右，因此選擇由法國之路中間點的萊昂（Leon）做為出發點，到目的地圣地亚哥-德孔波斯特拉為300公里長。（第1集提供的資訊）

走完前3天設定行程後，因遭受身體傷痛、體力與時間限制的巨大挑戰，緊急開會與製作團隊討論後，決定接受建議跳過Molinaseca到Triacastela之間的路段，以每天行走20公里的前提，將徒步目標縮減為200公里，以期如期抵達朝聖終點。但因god在當地旅行時間的8月下旬（8月21日由仁川機場出發）為朝聖旺季，民宿改訂有其困難度，因此決定每天走完設定目標後，搭車往回入住按照原行程預約的民宿，次日早上再搭車到前一日結束行程之處繼續前行，開啟了「傻瓜旅行」的模式（第4集）。
| 步行日數             | 路線 | 步行時數   | 步行 距離 | 夜宿地點                                                                     |
| -                    | 飛抵馬德里－搭乘巴士前往萊昂 | -          | -         | 萊昂馬約爾廣場（Plaza Mayor）                                                |
| 萊昂區 CASTILLA-LEON | |            |           |                                                                              |
| 1                    | 萊昂 - Villar de Mazarife（午餐）- 奧爾維戈醫院（Hospital de Orbigo） | 10:30      | 28.3km    | 奧爾維戈醫院（Hospital de Orbigo）                                           |
| 2                    | 奧爾維戈醫院（Hospital de Orbigo）－ Villares de Orbigo（蓋章、吃李子）－ Santibanez de Valdeiglesias（喝飲料）- La Casa de Lo Dioses（綠洲水果捐贈Bar）- 阿斯托加（Astorga，午餐）－ Santa Catalina de Somoza | 11:35      | 26.5km    | Santa Catalina de Somoza                                                     |
| 3                    | Santa Catalina de Somoza - El Ganso（休息喝飲料、閃聚） - Rabanal del Camino - Foncebadon（休息喝飲料）－ La cruz de Ferro（鐵十字架）- 搭車到Molinaseca                                                       | 8:55       | 18.8km    | Molinaseca                                                                   |
| 加利西亞區 GALICIA   | |            |           |                                                                              |
| 4                    | Molinaseca - 搭車到Triacastela開始步行 - San Cristobal Do Real（販賣機休息站）- 薩莫斯Samos（午餐） - San Mamede do Camino（距終點117.519公里路碑）- 搭車回別爾索自由鎮（Villafranca del Bierzo）              | 12hrs      | 21.2km    | 別爾索自由鎮（Villafranca del Bierzo）的San Nicholas el Real *註：位於萊昂區 |
| 5                    | 別爾索自由鎮（Villafranca del Bierzo）- 搭車前往San Mamede do Camino（距終點117.519公里路碑）- 薩里亞（Sarria）- Barbadelo（午餐，精明摩洛哥商家）- Ferreiros（距終點100公里路碑）- 搭車到Triacastela          |            | 19km      | Triacastela的albergue atrio                                                  |
| -                    | （休 息 日） | -          | -         | Triacastela的albergue atrio                                                  |
| 6                    | Triacastela － 搭車前往Ferreiros（距終點100公里路碑）- A Parrocha - Portomarin（休息喝飲料。由村莊入口階梯上可看見rio Miho橋美景）- Gonzar（午餐) - Ligonde（距終點75.253公里路碑）- 搭車到薩里亞（Sarria）    | 8:25       | 24.5km    | 薩里亞（Sarria）                                                             |
| 7                    | 薩里亞（Sarria）- 搭車前往Ligonde（距終點75.253公里路碑）- Palas de rei（俊午餐）- 梅利德（Melide）- 搭車到Portomarin                                                                                          | 6:10       | 23km      | Portomarin的CASONA da PONTE                                                  |
| 8                    | Portomarin - 搭車到梅利德（Melide）- Castaneda（休息喝飲料）- Arzua（午餐）- Galle（距終點30.443公里路碑） - 搭車到拉瓦克拉（A Lavacolla）                                                                     | 7:50       | 21.7km    | A Lavacolla                                                                  |
| 9                    | 拉瓦克拉（A Lavacolla） - 搭車到Galle（距終點30.443公里路碑）- O Pedrouzo(午餐）- San paio（休息喝飲料）- 拉瓦克拉（A Lavacolla）                                                                              | 7:30       | 20.4km    | 拉瓦克拉（A Lavacolla）                                                      |
| 10                   | 拉瓦克拉（A Lavacolla）- Monte do Gozo（朝聖者銅像，距終點5公里） - 圣地亚哥-德孔波斯特拉 | -          | 10km      | 當夜搭機飛返韓國                                                             |
| 步行總距離           | 步行總距離 | 步行總距離 | 213.4km   | 213.4km                                                                      |

*註：製作單位將休息日排除於步行日數之計算外，故不含飛行航程，god在西班牙行程總計應為12日11夜，實際步行日數為10日。

## 收視率
| 集數 | 播出日期   | AGB收視率        | AGB收視率 |
| 集數 | 播出日期   | 大韓民國（全國） |           |
| ---- | ---------- | ---------------- | --------- |
| 1    | 2018/10/11 | 1.4%             |           |
| 2    | 2018/10/18 | 1.4%             |           |
| 3    | 2018/10/25 | 1.5%             |           |
| 4    | 2018/11/01 | 1.3%             |           |
| 5    | 2018/11/08 | 1.6%             |           |
| 6    | 2018/11/15 | 1.3%             |           |
| 7    | 2018/11/22 | 1.2%             |           |
| 8    | 2018/11/29 | 1.4%             |           |
| 9    | 2018/12/06 | 1.3%             |           |
| 10   | 2018/12/13 | 1.3%             |           |

## 外部連結
- 官方網站 （页面存档备份，存于） 
- Daum上《一起走吧》的資料